# SEC61B
SEC61B (англ. Sec61 translocon beta subunit) – білок, який кодується однойменним геном, розташованим у людей на короткому плечі 9-ї хромосоми. Довжина поліпептидного ланцюга білка становить 96 амінокислот, а молекулярна маса — 9 974.
| 10         |  | 20         |  | 30         |  | 40         |  | 50         |
| ---------- |  | ---------- |  | ---------- |  | ---------- |  | ---------- |
| MPGPTPSGTN |  | VGSSGRSPSK |  | AVAARAAGST |  | VRQRKNASCG |  | TRSAGRTTSA |
| GTGGMWRFYT |  | EDSPGLKVGP |  | VPVLVMSLLF |  | IASVFMLHIW |  | GKYTRS     |

A: Аланін

C: Цистеїн

D: Аспарагінова кислота

E: Глутамінова кислота

F: Фенілаланін

G: Гліцин

H: Гістидин

I: Ізолейцин

K: Лізин

L: Лейцин

M: Метіонін

N: Аспарагін

P: Пролін

Q: Глутамін

R: Аргінін

S: Серин

T: Треонін

V: Валін

W: Триптофан

Кодований геном білок за функцією належить до фосфопротеїнів. 
Задіяний у таких біологічних процесах, як транспорт, транспорт білків, транслокація, ацетилювання. 
Локалізований у мембрані, ендоплазматичному ретикулумі.